# Балансуючі скелі

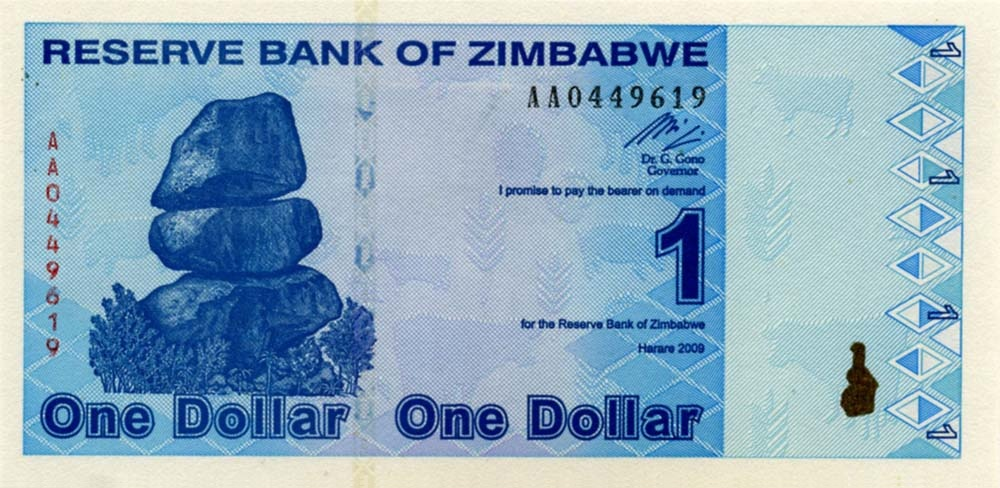
Балансуючі скелі на доларі Зімбабве

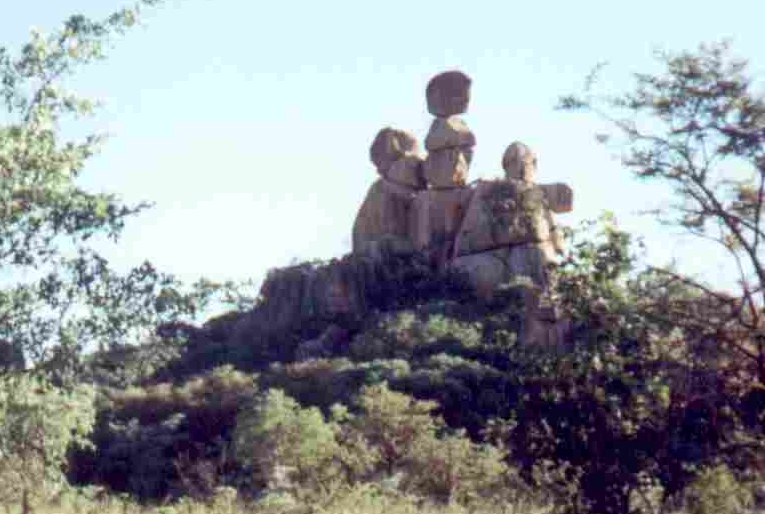
«Мати і дитя» в Національному парку Матобо

Балансуючі скелі є в багатьох районах Зімбабве. Найбільш відомими з них є скелі в національному парку Матобо й біля містечка Епворт на південний схід від Хараре.

## Географія
У Зімбабве є дуже багато балансуючих скель. Коли стародавні гранітні інтрузії піддавалися атмосферному впливу, а більш м'які породи еродованому впливу, тоді й були створені балансуючі скелі. Ці м'які породи під впливом вітру, дощу і сонця руйнувалися, залишалися більш міцні гранітні породи. Протягом мільйонів років вивітрювання утворилися гранітні, горбаті куполи, які домінують над землями Зімбабве, вони виглядають як валуни, що складені безладною гіркою. Складаються скелі з великих кутових блоків граніту. Схожі на величезний дитячий конструктор. Ще з кам'яної доби в Національному парку Матобо існують природні скельні укриття. Вони є всесвітньою спадщиною ЮНЕСКО.

### Скелі Чиремба
Подібні формування можна побачити по всій території Зімбабве, не зважаючи на це саме скелі Чиремба стали знамениті на весь світ. Місцеві мешканці, так захоплюються ними, що помістили їх зображення на банкноти країни, але ці камені мало відомі за межами Зімбабве. Балансуючі скелі у 1994 році були проголошені національною пам'яткою природи Зімбабве. За 3 долари можна побачити балансуючі скелі. Щоб пояснити важливість балансу в тендітному довкіллі людини та природи використовувалися ці скелі, як метафоричні теми.
Без сторонньої підтримки в абсолютно урівноваженому стані знаходяться скелі, формування, яких цілком природне явище.